# بنو عبد الله بن غطفان

بنو عبد الله بن غطفان وهم بنو عبد الله بن غطفان بن سعد بن قيس عيلان بن مضر بن نزار بن معدّ بن عدنان. وهي قبيلة عربية من قبائل الجاهلية وصدر الإسلام والوقت الراهن سكنوا بادية نجد و‌الحجاز وبوادي المدينة المنورة. وكان اسمهم قبل الإسلام بني عبد العزى فلما أقبلو على الرسول محمد سمّاهم بني عبد الله فحافظو على هذا الاسم.

## النسب
هم بنو عبد الله بن غطفان بن سعد بن قيس عيلان بن مضر بن نزار بن معدّ بن عدنان من بني إسماعيل ابن إبراهيم عليهما السلام.
- وبنو عبد الله ينتسبون مباشرة إلى أبيهم غطفان والأقرب نسبا ل قيس عيلان.

وأما بنو غطفان هم بطون متشعبة وقبائل عديدة وبنو غطفان هم أحد جماجم العرب الكبرى.
وهي تنقسم إلى قسمين رئيسيين، فإن غطفان له من الولد اثنين وهما عبد الله بن غطفان، وريث بن غطفان .
وأما ريث بن غطفان قد أنجب بغيض. وأما بغيض بن ريث بن غطفان خرجت منه عدة قبائل.
منها أشجع وأنمار وعبس وذبيان. وأما ذبيان بن بغيض بن ريث بن غطفان خرجت منه عدة قبائل وهي بنو فرازة وبنو ثعلبة وبنو مرة.

## منهم في الإسلام
الصحابي عقبة بن وهب بن كلدة بن الجعد بن هلال بن الحارث بن عمرو بن عدي بن جشم بن عوف بن بهثة بن عبد الله بن غطفان، أحد السّبعين الذين بايعوا الرسول محمد ليلة العقبة، وهاجر إلى مكة إلى الرسول محمد ثم هاجر إلى المدينة المنورة.

## في السيرة النبوية
قول النبي محمد: ( الأنصار ومزينة، وجهينة، وغفار، وأشجع، ومن كان من بني عبد الله موالي دون الناس، والله ورسوله مولاهم) أي وليهم والمتكفل بهم وبمصالحهم، وهم مواليه أي ناصروه والمختصون به. قال القاضي: المراد ببني عبد الله هنا بنو عبد العزى من غطفان سماهم النبي صلى الله عليه وسلم بني عبد الله.

## العهد الحديث
ما ذكره المؤرخ حمد الجاسر ولم يبق في الجزيرة من فروع غطفان في عهدنا الحاضر سوى بني عبد الله بن غطفان بن سعد بن قيس عيلان بن مضر بن نزار بن معد بن عدنان وقد حافظت على الاسم الذي اختاره لها الرسول محمد وتمسكت به مع انضوائها في مسمى قبيلة مطير.